# Atraphaxis

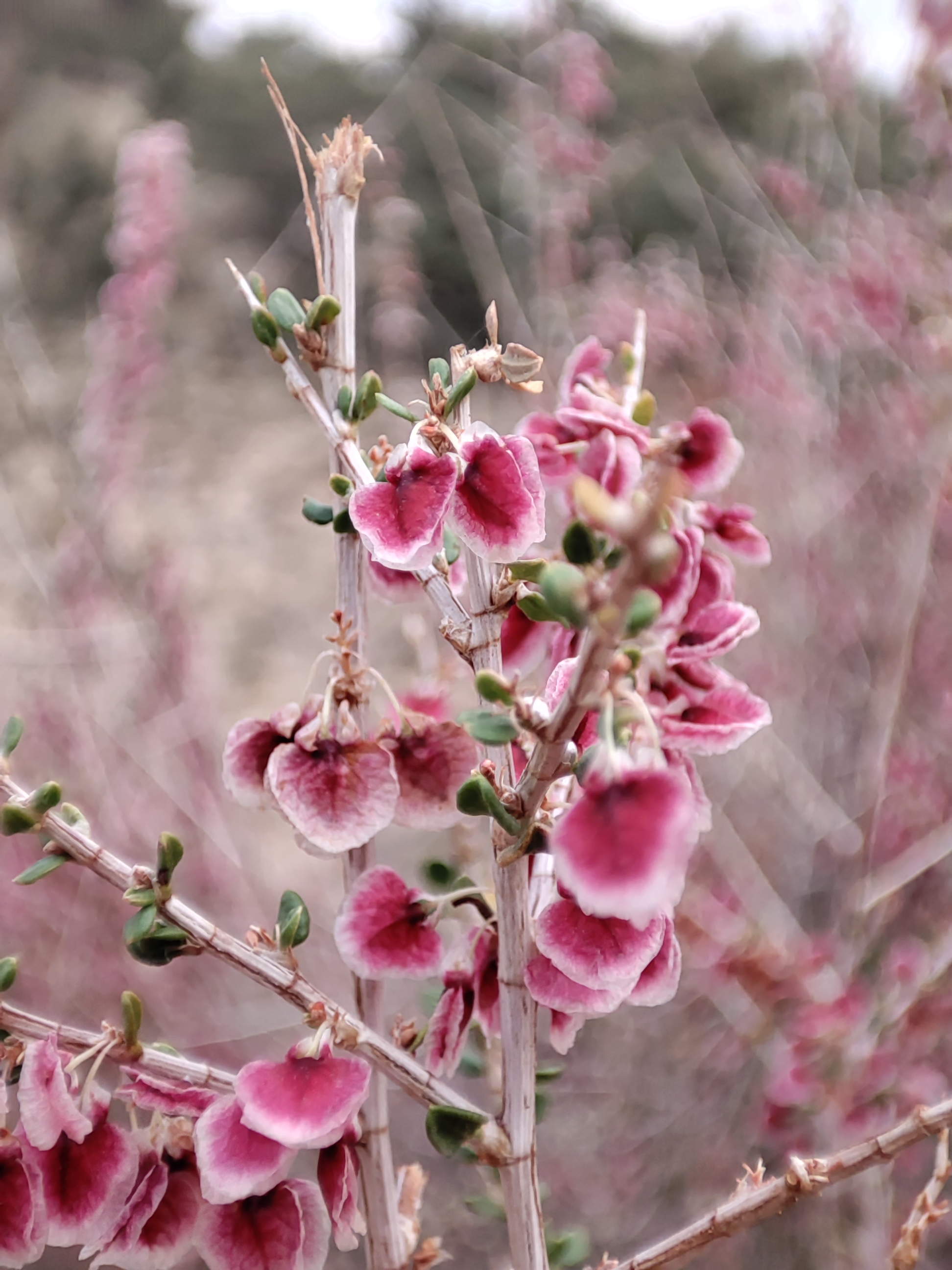
Atraphaxis L.

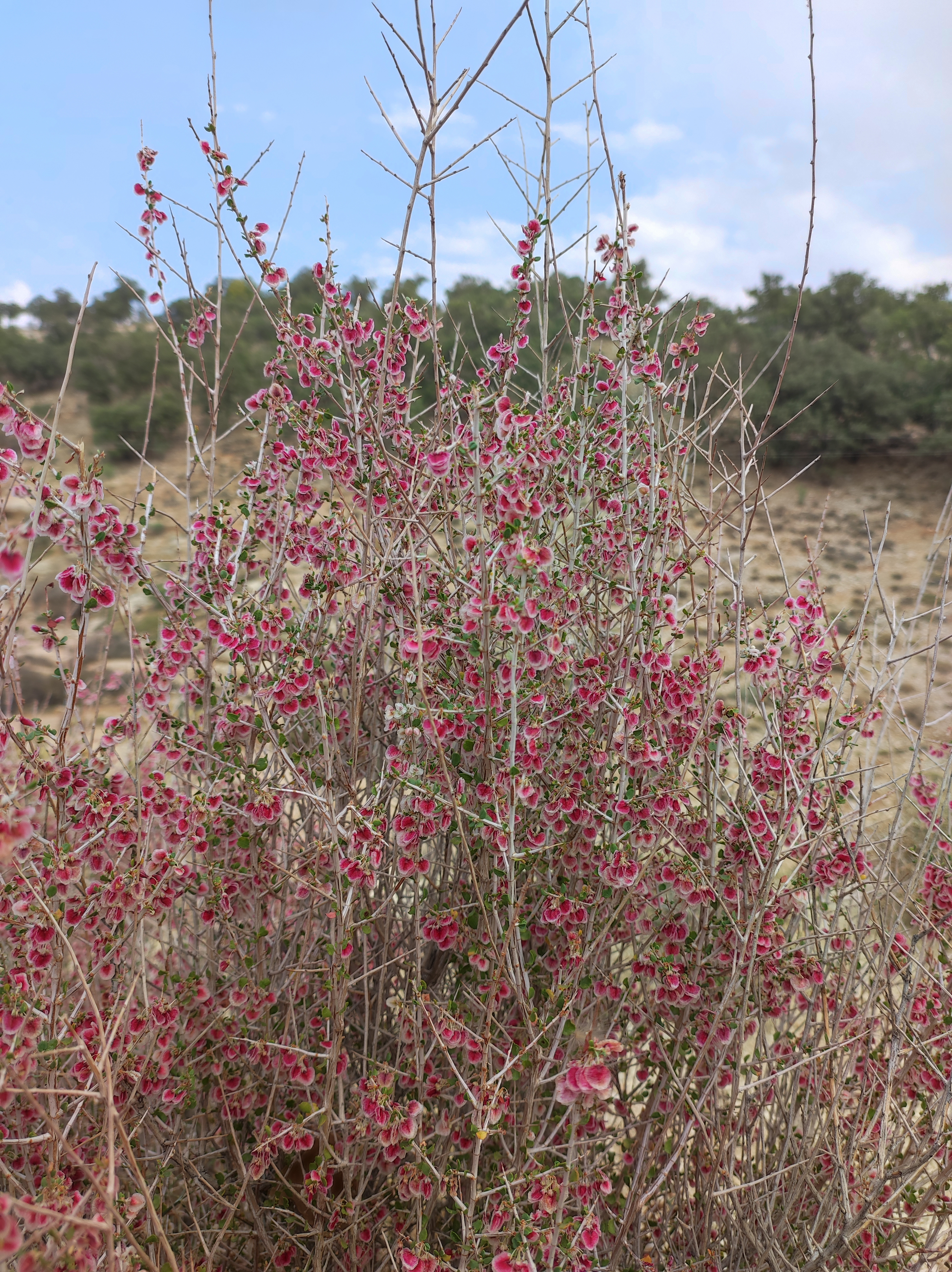
Atraphaxis L.

Atraphaxis es un género de plantas de la familia Polygonaceae.

## Taxonomía
Atraphaxis fue descrito por Carlos Linneo y publicado en Species Plantarum 1: 333. 1753. La especie tipo es: Atraphaxis spinosa L.

## Especies
- Atraphaxis angustifolia Jaub. & Spach
- Atraphaxis aucheri Jaub. & Spach
- Atraphaxis avenia Botsch.
- Atraphaxis badghysi Kult.
- Atraphaxis billardieri Jaub. & Spach
- Atraphaxis bracteata Losinsk.
- Atraphaxis canescens Bunge
- Atraphaxis caucasica (Hoffm.) Pavlov
- Atraphaxis compacta Ledeb.
- Atraphaxis daghestanica (Lovelius) Lovelius
- Atraphaxis decipiens Jaub. & Spach
- Atraphaxis frutescens (L.) K.Koch)
- Atraphaxis grandiflora Willd.
- Atraphaxis intricata Mozaff.
- Atraphaxis irtyschensis Chang Y.Yang & Y.L.Han
- Atraphaxis karataviensis Pavlov & Lipsch.
- Atraphaxis kopetdagensis Kovalevsk.
- Atraphaxis laetevirens (Ledeb.) Jaub. & Spach
- Atraphaxis macrocarpa Rech.f. & Schiman-Czeika
- Atraphaxis manshurica Kitag.
- Atraphaxis muschketowii Krasn.
- Atraphaxis pungens (M.Bieb.) Jaub. & Spach

- Atraphaxis pyrifolia Bunge
- Atraphaxis rodinii Botsch.
- Atraphaxis seravschanica Pavlov
- Atraphaxis spinosa L.)

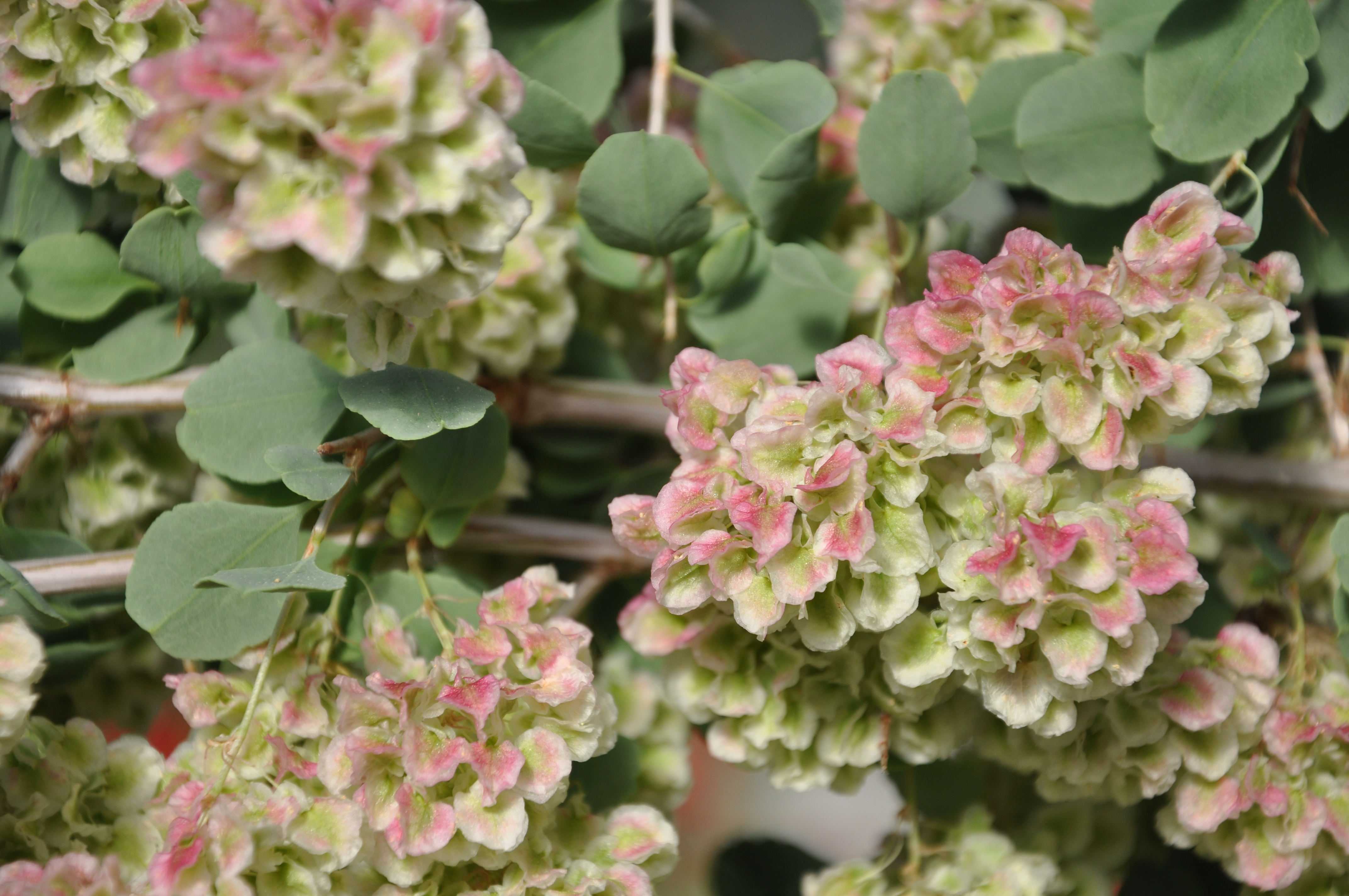
Atraphaxis pyrifolia

- Atraphaxis suaedifolia Jaub. & Spach
- Atraphaxis teretifolia (Popov) Kom.
- Atraphaxis virgata (Regel) Krasn.